# 林海镇 (梨树县)
林海镇，是中华人民共和国吉林省四平市梨树县下辖的一个乡镇级行政单位。

## 行政区划
林海镇下辖以下地区：
爱欣社区、双山村、五家子村、绿海村、李家围子村、大门丁村、夏窑村、揣家洼子村、头道岗村、长丰村、顺山村、老奤村、夏甸子村、兴开城村、王家局子村和靠山李村。